# Jonas Lindkvist (fotograf)
Per Jonas Lindkvist, född 15 januari 1967 i Säffle, Värmland, är en svensk fotograf.
Jonas Lindkvist började arbeta på  Dagens Nyheter som fotograf 1997. Han har främst blivit känd som sportfotograf där han har erövrat en andra plats i World Press Photo 2004 och ett tredjepris 2016. Tilldelats priser i internationella POYI och NPPA vid flera tillfällen .Utöver det har Jonas vunnit flera priser i Årets bild bland annat Årets fotograf 1994 och Årets sportreportage (2000, 2004 och 2018), Årets sportbild feature (2003), Årets sportbild action (2003 och 2008) samt ett antal andra priser.
Han är gift med fotografen Jessica Gow (född 1978).